# لويس لوبيز غيرا
لويس لوبيز غيرا (بالإسبانية: Luis López Guerra)‏ هو قاضي ومحامي وسياسي إسباني، ولد في 11 نوفمبر 1947 في ليون في إسبانيا. انتخب Secretary of State for Justice ‏ وانتخب عضو جمعية مدريد ‏.